# A Frequência Kirlian
A Frequência Kirlian (também conhecida em inglês como Ghost Rádio ou The Kirlian Frequency) é uma websérie de animação argentina lançada em 2017 nas plataformas YouTube e Vimeo, e que desde o 15 de fevereiro de 2019 está disponível exclusivamente no catálogo de Netflix. A série gira em torno de uma rádio que só transmite à noite, em um povoado localizado no interior do província de Buenos Aires onde ocorrem todo tipo de eventos macabros e sobrenaturais. A Frequência Kirlian combina dois temas clássicos das séries e filmes de terror, a rádio da madrugada e pequenas cidades estranhas ao estilo de Stephen King ou Eerie Indiana.

## Produção
A produtora Tangram Cine produziu em 2009 um primeiro piloto, de maneira independente e com acção real, sendo anunciada nas redes sociais nesta época, mas cuja pós-produção jamais se foi finalizada. Este piloto foi escrito e dirigido por Cristian Ponce e Pedro Saieg.
Durante os oito anos seguintes a série adotou diferentes formatos e foi apresentada a diferentes convocatórias nacionais e internacionais, como projeto para série de televisão ou filme.
Em 2015, seu criador Cristian Ponce decidiu encarar o projeto com formato de série animada. Com o apoio de Hernán Bengoa (com quem já havia trabalhado durante duas temporadas de Policompañeros Motorizados), deram forma a esta nova reencarnação que se apoiava em uma estrutura de antología clássica ao estilo de Twilight Zone ou Tales from the Crypt, somado a uma mínima serialidade dada pela intervenção do Locutor, seu apresentador - personagem protagonista, em os problemas da localidade.
A nova versão foi produzida por Tangram Cine e Decimu Labs, é realizada quase em sua totalidade por uma equipe reduzida de quatro pessoas: Cristian Ponce (roteirista, direção e animação), Hernán Bengoa (roteirista e ilustração), Hernán Biasotti (design de som) e Marcelo Cataldo (música original). Sem contar os atores de voz: Nicolás Vão de Moortele, Casper Uncal, María Dupláa, Letizia Bloisi, Ciro Herce, Milagres Molina e Jorge Alonso.
As série está composta por seis episódios, cada um lançado a cada três meses. Atualmente, porém, um episódio está atrasado.

## Estilo
A série toma vários elementos típicos de séries e filmes de gênero fantástico como a rádio da madrugada (com The Fog, Night Visions, Pontypool como referências de ficção; e Coast to Coast AM e A Mão Peluda no mundo real) e o cidade pequena / grande inferno (Eerie Indiana, IT, Gravity Falls, Twin Peaks ou Scarfolk).
Durante os últimos anos esta mesma combinação e vê representada em várias produções como os podcast Welcome to Night Vale e King Falls AM ou o webcomic MIdnight Rádio

## Netflix
No meio de 2018 A Frequência Kirlian desapareceu de todas as redes sociais e só no final de janeiro de 2019 anunciou-se seu regresso através de Netflix, dublada também em inglês e português para seu lançamento internacional.

## Episódios
| Temporada | Temporada | Episódios | Episódios | Originalmente lançado   |
| --------- | --------- | --------- | --------- | ----------------------- |
|           | 1         | 5         | 5         | 18 de fevereiro de 2019 |

### 1ª Temporada (2017)
| N.º na série | N.º na temp. | Título             | Dirigido por   | Escrito por    | Exibição original      |                         |
| --- | ------------ | ------------------ | -------------- | -------------- | ---------------------- | ----------------------- |
| 1 | 1            | "O País de Abril"  | Cristian Ponce | Cristian Ponce | 30 de maio de 2018     | 18 de fevereiro de 2019 |
| O apresentador de rádio confronta um inspetor que ameaça expor Kirlian ao mundo. Mas o visitante indesejado acaba por ter seus próprios segredos.                               |              |                    |                |                |                        |                         |
| 2 | 2            | "Mestres da Noite" | Cristian Ponce | Cristian Ponce | 23 de julho de 2017    | 18 de fevereiro de 2019 |
| Depois que seu carro quebrar, uma mulher é forçada a passar a noite em Kirlian, onde deve decidir se deve lutar - ou se submeter a - suas forças das trevas.                    |              |                    |                |                |                        |                         |
| 3 | 3            | "Uma Nova Cor"     | Cristian Ponce | Hernan Bengoa  | 31 de outubro de 2017  | 18 de fevereiro de 2019 |
| O vandalismo acende as chamas do conflito entre as gerações, enquanto o apresentador do programa de rádio de Kirlian recebe ligações, observa e se pergunta sobre o futuro.     |              |                    |                |                |                        |                         |
| 4 | 4            | "O Rei do Natal"   | Cristian Ponce | Cristian Ponce | 23 de dezembro de 2017 | 18 de fevereiro de 2019 |
| À medida que o fim se aproxima, o apresentador do programa de rádio tenta passar uma noite tranquila comemorando o Natal em abril. Uma ligação inesperada arruína esses planos. |              |                    |                |                |                        |                         |

### 2ª Temporada (2018–2019)
| N.º na série | N.º na temp. | Título              | Dirigido por   | Escrito por    | Exibição original      |                         |
| --- | ------------ | ------------------- | -------------- | -------------- | ---------------------- | ----------------------- |
| 5 | 1            | "O Velho e Seu Cão" | Cristian Ponce | Cristian Ponce | 29 de julho de 2018    | 18 de fevereiro de 2019 |
| Um bom samaritano tenta ajudar um velho preso em casa que implora para que mate o cachorro barulhento de seu vizinho. O cão, no entanto, dispara o alarme por um motivo. |              |                     |                |                |                        |                         |
| 6 | 2            | "A Fuga de Bilder"  | Cristian Ponce | Cristian Ponce | 22 de dezembro de 2019 | ASA                     |

## Prêmios
A Frequência Kirlian ganhou o prêmio de Melhor Roteiro para uma webserie animada na premiação Bawebfest 2018.